# Јуци
Јуци (榆次) је град Кини у покрајини Шанси. Према процени из 2009. у граду је живело 242.611 становника.

## Становништво
Према процени, у граду је 2009. живело 242.611 становника.
| 1990.   | 2000. | 2009    |
| ------- | ----- | ------- |
| 190.626 | …     | 242.611 |